# 부속 고기

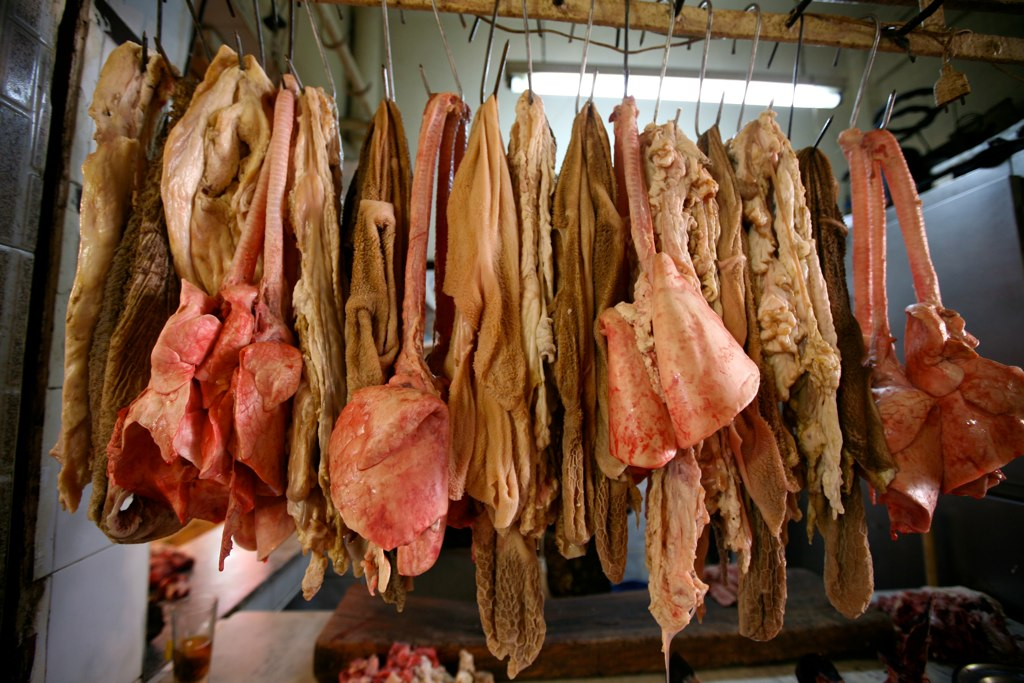
부속 고기

부속 고기는 식자재로 쓰이는 동물의 간, 허파 창자, 꼬리, 발, 머리 등을 일컫는다.

## 종류
- 간
- 머리 – 뇌, 돼지 귀, 우설
- 모래주머니 – 닭똥집
- 발 – 닭발, 쇠족, 족발
- 염통
- 양 – 양(양곱창), 벌집양, 처녑, 막창(홍창)
- 창자 – 곱창, 대창
- 기타 – 스위트브레드